# Felicia Afrăsiloaie
Felicia Afrăsiloaie, née le 16 janvier 1954 à Podoleni (Roumanie), est une ancienne rameuse roumaine. Elle est médaillée de bronze aux Jeux de 1976.

## Carrière
Pour la première compétition de sa carrière, elle participe au quatre de couple lors des Mondiaux 1975 et se classe 5e. Lors des Jeux olympiques d'été de 1976, elle remporte une médaille de bronze en quatre de couple. C'est la première médaille olympique de la Roumanie dans ce sport.
Elle prend sa retraite sportive après un accident de la route en 1978.

## Palmarès

### Jeux olympiques
- Jeux olympiques d'été de 1976 à Montréal ( Canada) :
  -  médaille de bronze en quatre de couple

### Championnats du monde
- Championnats du monde 1977 à Amsterdam ( Pays-Bas) :
  -  médaille d'argent en quatre de couple